# Carex microdonta
Espèce
Classification phylogénétique
Carex microdonta est une espèce des plantes du genre Carex et de la famille des Cyperaceae.